# Nadleśnictwo Płaska
Nadleśnictwo Płaska – jednostka organizacyjna Lasów Państwowych, podległa RDLP w Białymstoku, siedziba znajduje się w miejscowości Żyliny.

## Położenie i obszar
Nadleśnictwo administruje lasami w północnej części województwa podlaskiego (dawne woj. suwalskie) w powiecie augustowskim w gminach: Płaska (98,93%), Lipsk (1,05%) i Giby (0,02%). Położone jest na terenie Puszczy Augustowskiej. Powierzchnia gruntów leśnych pod zarządem nadleśnictwa to 22 029 ha (w tym powierzchnia leśna: 21 198 ha), a zasięg administracyjny – ok. 36 378 ha.
Graniczy z nadleśnictwami: Głęboki Bród i Pomorze (od północy), Szczebra (od zachodu), Augustów (od południowego zachodu), Czarna Białostocka i z Biebrzańskim Parkiem Narodowym (od południa). Na wschodzie obszar administrowany przez nadleśnictwo sięga granicy z Białorusią.
Położenie według regionalizacji fizyczno-geograficznej:
- Megaregion – Niż Wschodnioeuropejski
- Prowincja – Niż Wschodniobałtycko-Białoruski
- Podprowincja – Pojezierza Wschodniobałtyckie
- Makroregion – Pojezierze Litewskie
- Mezoregion – Równina Augustowska

Teren nadleśnictwa jest bardzo słabo zaludniony – lesistość gminy Płaska to 82%. Przez teren nadleśnictwa na krótkim odcinku przebiega droga krajowa nr 16. Pozostałe to drogi powiatowe i gminne. Nie przebiegają linie kolejowe.

## Jednostki organizacyjne
W skład nadleśnictwa wchodzą 3 obręby leśne, 15 leśnictw, gospodarstwo szkółkarskie i ośrodek hodowli zwierzyny. Obszar podzielony jest na 877 oddziałów leśnych o przeciętnej powierzchni ok. 25 ha.
Obręby:
- Mikaszówka – 8889 ha
- Płaska – 7768 ha
- Serwy II – 5362 ha

Leśnictwa: Gorczyca, Gruszki, Hanus, Jazy, Królowa Woda, Księży Mostek, Kudrynki, Łozki, Mały Borek, Okop, Ostryńskie, Pobojne, Sówki, Szkółki, Trzy Kopce, Wołkusz 

## Wody

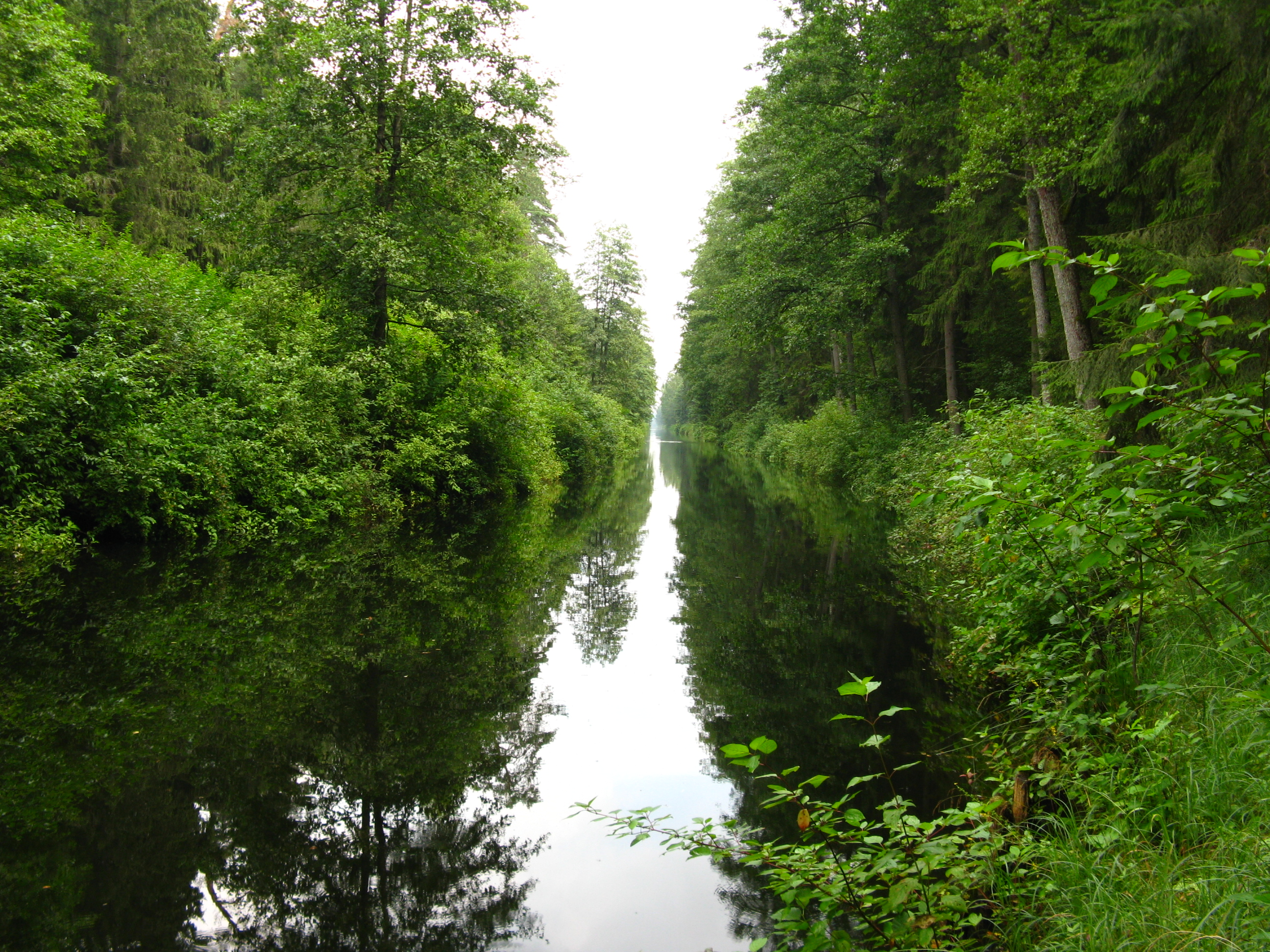
Kanał Augustowski w okolicach Gorczycy

Na obszarze nadleśnictwa znajduje się 12 jezior (Brożane, Długie, Głębokie, Górczyckie, Kruglak, Krzywe, Mikaszewo, Mikaszówek, Orle, Paniewo, Pobojno, Szlamy i Wiązowiec). Większość z nich to jeziora wytopiskowe o powierzchni w granicach 20–50 ha i głębokości nieprzekraczającej 25 m. Największe jeziora to Mikaszewo (126 ha) i Szlamy (75 ha), zaś do najgłębszych zaliczają się: Brożane (24,3 m), Mikaszewo (15 m) i Paniewo (12,5 m). Granicę nadleśnictwa stanowi wschodni brzeg jeziora Serwy. Przez jeziora Szlamy, Wiązowiec i Długie przebiega granica z Białorusią.
Przez teren nadleśnictwa przechodzi Kanał Augustowski. Na jego szlaku leżą jeziora: Orle, Paniewo, Krzywe, Mikaszewo i Mikaszówek, połączone sztucznymi przekopami. Na tym odcinku kanału znajduje się 8 śluz. Od początku Kanału Augustowskiego, czyli od połączenia z rzeką Biebrzą, są to kolejno: Gorczyca, Paniewo, Perkuć, Mikaszówka, Sosnówek, Tartak, Kudrynki i Kurzyniec. Przez nadleśnictwo Płaska przepływa też rzeka Czarna Hańcza, od miejscowości Rygol skanalizowana i włączona w system kanału. Kanał Augustowski i Czarna Hańcza są popularnym szlakiem spływów kajakowych.

## Flora i fauna

### Flora

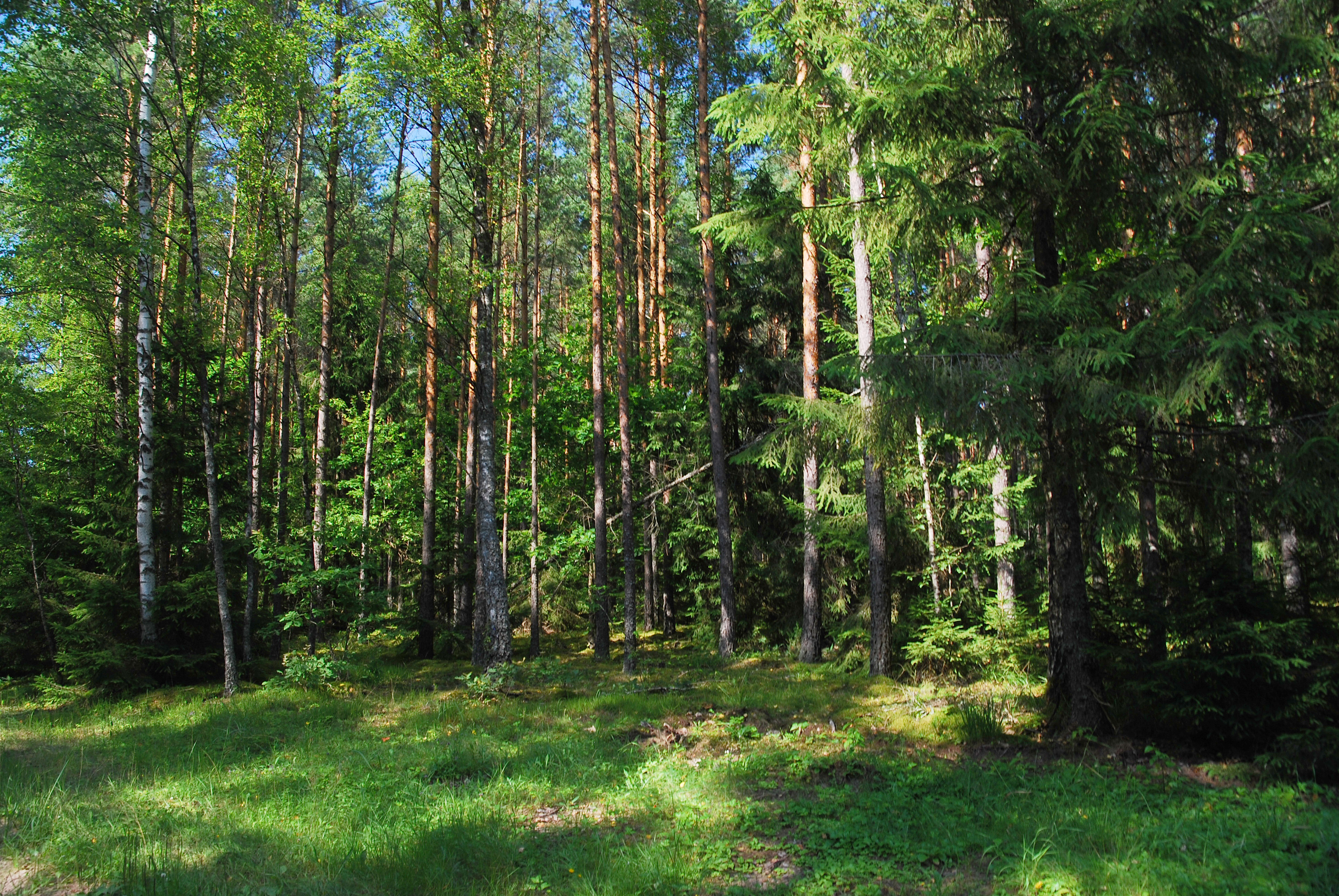
Las w Puszczy Augustowskiej

Najczęściej występującym w nadleśnictwie typem zbiorowisk roślinnych jest bór sosnowy (brusznicowy i trzęślicowy) oraz bór mieszany (trzcinnikowo-sosnowy i świerkowo-sosnowy). Znaczny udział ma też ols, łęg jesionowo-olszowy i brzezina bagienna. Najrzadziej występuje kontynentalny grąd oraz borealna świerczyna na torfie.
W drzewostanach przeważa sosna, której procentowy udział wynosi ponad 70%, brzoza – 11%, olsza – 10%, świerk – 7%. W niewielkich ilościach występuje dąb, jesion, modrzew i osika.
Rośliny chronione występujące na obszarze nadleśnictwa to: zimoziół północny, rosiczki, lilia złotogłów, sasanka otwarta, kosaciec syberyjski, tajęża jednostronna, szmaciak gałęzisty, sromotnik bezwstydny, granicznik płucnik.

### Fauna
Fauna obszaru nadleśnictwa jest bardzo bogata.
Odnotowano 119 gatunków ptaków (72 gniazdujących), w tym rzadkie gatunki jak głuszec i puchacz. Inne spotykane ptaki to cietrzew, jarząbek, gil, droździk, włochatka, orzechówka, kwiczoł, gągoł, tracz nurogęś. W okresie zimowym pojawiają się gatunki przelotne: myszołów włochaty, zięba jer, jemiołuszka, gęś zbożowa i białoczelna.
Występują też chronione gatunki zwierząt: wilk szary, ryś, wydra oraz populacje łosia i jelenia.

## Ochrona przyrody

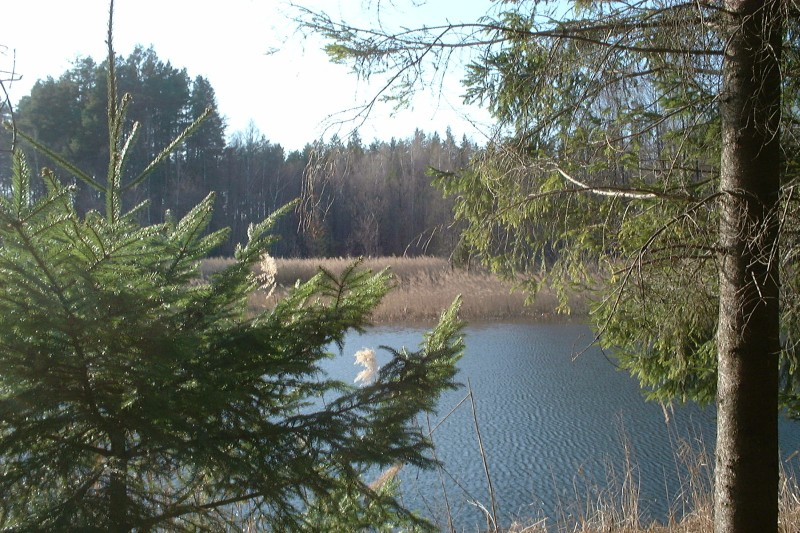
Rezerwat przyrody Perkuć

Duża część obszaru nadleśnictwa jest objęta różnymi formami ochrony. Prawie wszystkie grunty leśne wchodzą w skład Obszaru Specjalnej Ochrony Natura 2000 na mocy Dyrektywy Ptasiej. Ponad 12 tys. ha obejmuje Obszar Chronionego Krajobrazu "Puszcza i Jeziora Augustowskie". 36,9% powierzchni leśnej stanowią lasy ochronne ogólnego i specjalnego przeznaczenia. W zasięgu administracyjnym nadleśnictwa zarejestrowano 24 pomniki przyrody (głównie dąb szypułkowy i lipa drobnolistna), z czego 14 na gruntach lasów państwowych.
Rezerwaty przyrody zajmują 6,3% powierzchni nadleśnictwa. Są to rezerwaty leśne objęte ochroną częściową:
- Kuriańskie Bagno – ochrona bagnistych lasów o charakterze naturalnym
- Mały Borek – ochrona borów mieszanych typowych dla Puszczy Augustowskiej
- Perkuć – ochrona boru świerkowo-sosnowego o charakterze pierwotnym
- Starożyn – ochrona różnych rodzajów drzewostanów Puszczy Augustowskiej